# Aubarède
 Aubarède  es una comuna y población de Francia, en la región de Mediodía-Pirineos, departamento de Altos Pirineos, en el distrito de Tarbes y cantón de Pouyastruc.
Su población municipal en 2008 era de 247 habitantes.
Está integrada en la Communauté de communes des Coteaux de l'Arros, de la que es la mayor población.

## Demografía
| 377 | 361 | 416 | 402 | 561 | 586 | 583 | 499 | 503 | 502 | 519 | lac. | 483 | 455 | 426 | 432 | 365 | 342 | 335 | 340 | 306 | 265 | 216 | 212 | 187 | 199 | 183 | 185 | 168 | 159 | 196 | 223 | 247 |
| Para los censos de 1962 a 1999 la población legal corresponde a la población sin duplicidades (Fuente: INSEE [Consultar]) |     |     |     |     |     |     |     |     |     |     |      |     |     |     |     |     |     |     |     |     |     |     |     |     |     |     |     |     |     |     |     |     |